# Martin Cotar
Pour les articles homonymes, voir Cotar.
Martin Cotar, né le 10 juillet 1977 à Pazin, est un coureur cycliste croate.

## Palmarès
- 1996
  -  Champion de Croatie sur route
- 1997
  - 2e du championnat de Croatie du contre-la-montre
- 1998
  - 2e du championnat de Croatie sur route
- 1999
  -  Champion du monde du contre-la-montre militaires
  -  Champion d'Europe du contre-la-montre espoirs
  -  Champion de Croatie sur route
  -  Champion de Croatie du contre-la-montre
- 2000
  -  Champion de Croatie du contre-la-montre
- 2001
  -  Champion de Croatie du contre-la-montre
- 2002
  -  Champion de Croatie du contre-la-montre
  - 1reb étape des The Paths of King Nikola
  - 2e du championnat de Croatie sur route
  - 3e des The Paths of King Nikola
- 2005
  -  Champion de Croatie du contre-la-montre
- 2008
  - 3e du championnat de Croatie du contre-la-montre

## Classements mondiaux
| Année           | 2005 | 2006 | 2007 | 2008  |
| --------------- | ---- | ---- | ---- | ----- |
| UCI Europe Tour | 940e |      |      | 1289e |